# Lake Branch
La Lake Branch est un tronçon du métro de Chicago situé à l’ouest du Loop et partagé par les lignes verte et  rose.
Ce tronçon a commencé à être utilisé lors de l’inauguration du premier service de la Lake Street Elevated le 6 novembre 1893. Outre Chicago, elle dessert aussi les villes de Oak Park et de Forest Park.
Elle doit son nom à Lake Street, la rue qu’elle surplombe sur plus de onze kilomètres  avant de continuer sa route tout droit sur South Boulevard en direction du terminus de Harlem/Lake.

## Historique

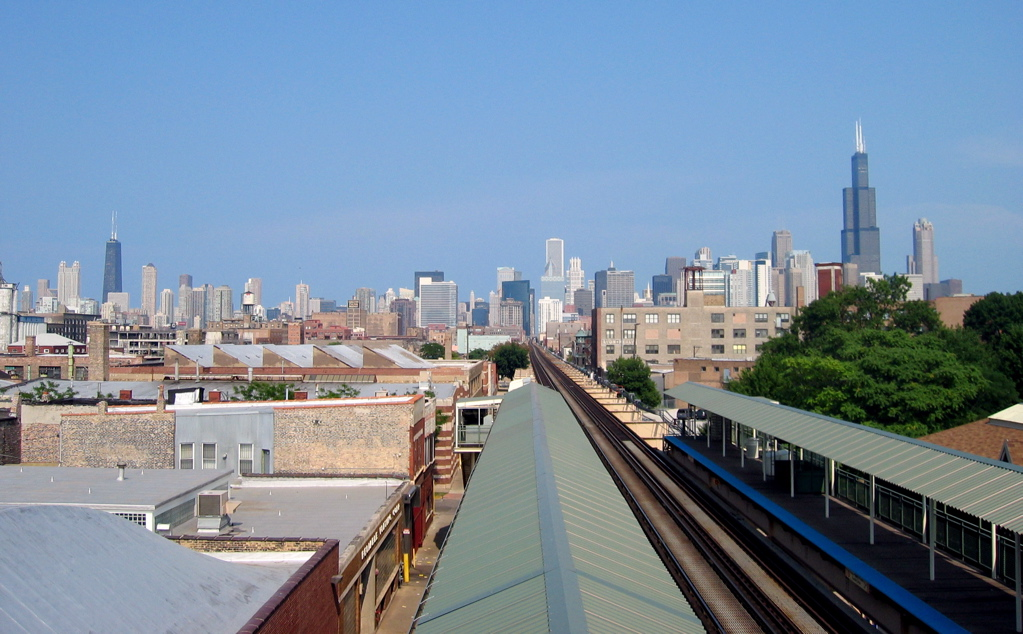
La station Ashland.

La franchise des droits de passages sur Lake Street fut attribuée en 1888 à la Lake Street Elevated qui exploita ses premières rames de Madison Street jusqu’à la station California à  partir du 6 novembre 1893.
Le 24 novembre la ligne fut étendue jusque Homan puis jusque Hamlin en janvier 1894.
En mars 1894, elle atteint les limites de Chicago à 48th Avenue (station Cicero) et restera en l’état durant plusieurs années tant les négociations politiques furent difficiles avec la ville de Oak Park.
En 1898, sous l’impulsion de Charles Tyson Yerkes, un accord fut trouvé à condition que la Lake Street Elevated diversifie son service et assure deux dessertes complémentaires, une vers Randolph Street et l’autre vers les usines de Cuyler Street.
Charles Tyson Yerkes profita de ses relations pour prolonger la Lake Branch plus loin vers l’ouest en utilisant les voies du Suburban Railroad jusque Forest Park soit le tracé qu’on lui connaît aujourd’hui.
Jusqu’à la création de la Chicago Transit Authority (CTA) en 1947, la Lake Branch fut très peu modifiée.
En avril 1948 elle est la première ligne du métro de Chicago à utiliser le système Skip/stop A/B). Dix stations sont fermées (Lombard, Ménard, Kostner, Sacramento, Campbell, Oakley, Damen, Ashland, Racine, et Morgan) afin de fluidifier la circulation des rames, le terminus de Madison Street fut fermé et toutes les rames transférées vers le Loop sur lequel elles font demi-tour. Ce nouveau système diminua le temps de parcours de 35 à 24 minutes ce qui fut considéré par la Chicago Transit Authority et ses utilisateurs comme un grand succès.
En 1951, sous la pression des riverains, la station Ashland est rouverte.
En 1962, de nouvelles voies élevées furent mises en service à Oak Park le long de South Boulevard et cinq nouvelles stations furent construites (aujourd’hui subsistent Central, Austin et Oak Park) 
Le 21 février, 1993, lors de la grande réforme du réseau de la différenciation des lignes par des couleurs, la couleur verte est attribuée à la Lake Branch qui ne se limite plus au Loop mais continue sur la South Side Main Line en direction de Cottage Grove et de Ashland/63rd en roulant sur le côté est (Wabash Avenue) de l’Union Loop.
Le 9 janvier 1994, la Lake Branch comme l’ensemble de la ligne verte fut fermée pendant plus de deux ans pour permettre sa réhabilitation complète. Elle fut rouverte le 12 mai 1996, avec la plus grande partie du travail accomplie. Plusieurs stations furent définitivement fermées mais la majorité des viaducs de la ligne furent remplacés et l’accès aux stations pour les personnes handicapées fut amélioré.
Le 26 avril 1998, la ligne verte, comme la ligne mauve, la ligne brune, la Douglas Branch de la ligne bleue (aujourd'hui devenue la ligne rose vers 54th/Cermak), perdit son service 24 heures/24.
En 2006, la Chicago Transit Authority créa la ligne rose qui grâce à la remise à neuf du Paulina Connector roule également sur la Lake Branch la station Ashland et le Loop.

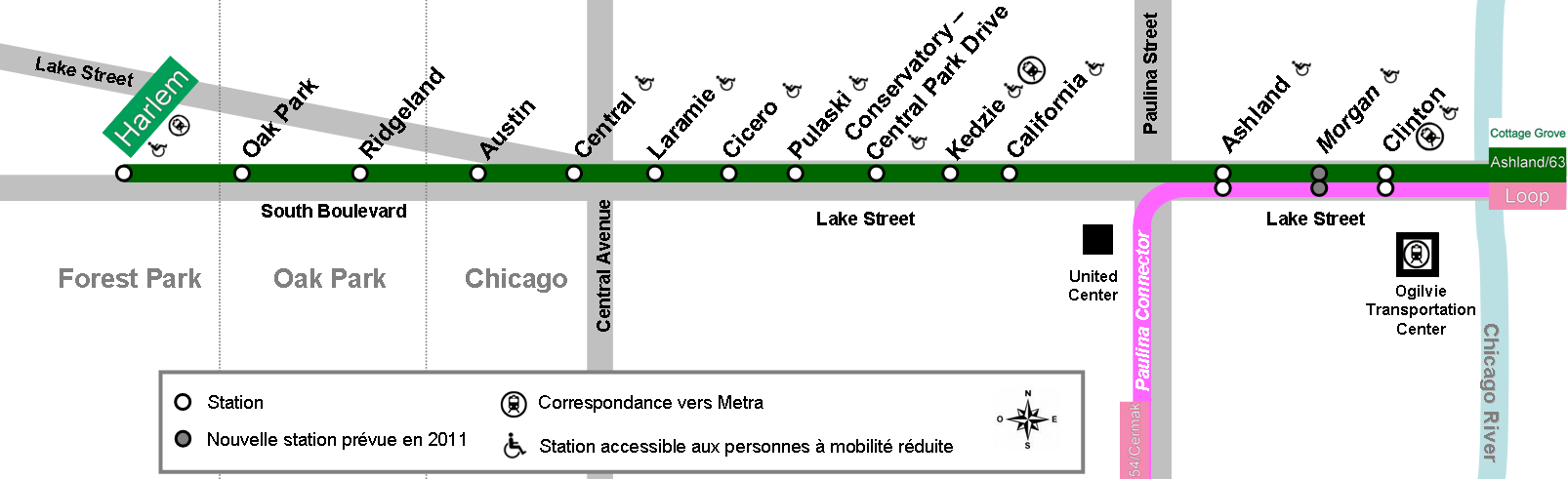
Plan de la Lake Branch

## Projets
À la demande des habitants du quartier de Morgan Street où se trouvent de nombreuses galeries d'art ainsi que les studios Harpo d'Oprah Winfrey, la station Morgan (fermée en 1948) est rouverte depuis 2012.